# WWF SmackDown! Just Bring It
WWF SmackDown! Just Bring It, conhecido no Japão como Exciting Pro Wrestle 3 (エキサイティングプロレス3, Ekisaitingu Puro Resu 3), é um jogo de luta profissional desenvolvido pela Yuke's e publicado pela THQ para PlayStation 2 em novembro de 2001. É o terceiro jogo da serie WWF SmackDown!, baseada na promoção de wrestling profissional da World Wrestling Federation (WWF), a sequência do WWF SmackDown! 2: Know Your Role, o primeiro jogo da série a ser lançado no console PlayStation 2, e o último jogo da série a ser lançado sob o nome "WWF".
O jogo foi sucedido pelo WWE SmackDown! Shut Your Mouth em outubro de 2002.

## Jogabilidade
Este foi o primeiro jogo da serie SmackDown! para apresentar comentários, com Michael Cole e Tazz como os locutores. Uma melhoria neste jogo é o aparecimento de partidas de duplas de seis homens, bem como battle royals de seis homens e oito homens (jogos de eliminação; este último sendo o único jogo da série até o lançamento do WWE 2K18). Além disso, este foi o primeiro jogo da série a dar a cada lutador dois movimentos de finalização, bem como o primeiro a permitir a edição dos conjuntos de movimentos dos lutadores no jogo. Just Bring It também foi o primeiro jogo da série a apresentar entradas de ringue autênticas e completas. O jogo apresenta vários locais de 2000 e 2001, incluindo a arena para Raw Is War e as arenas originais e novas para o SmackDown! (Ovaltron, incluindo a versão Sunday Night Heat e os estágios Fist). No entanto, todas as arenas pay-per-view (exceto WrestleMania X-Seven e Insurrextion) têm a mesma arena com logotipos diferentes no ring mat, sendo a arena baseada na WrestleMania 2000.
A lista do jogo foi criticada na época por estar desatualizada, pois foi finalizada muito cedo no Invasion da WWF e antes do surgimento de vários ex-lutadores da ECW e WCW. Enquanto William Regal, Raven, Rhyno, Tajiri, Spike Dudley, Jerry Lynn e Molly Holly foram novas adições ao jogo, várias estrelas que se tornaram mais proeminentes, como Rob Van Dam, Booker T, Diamond Dallas Page, The Hurricane, Lance Storm e Mike Awesome não foram, o que foi refletido pela inclusão de Fully Loaded 2000 como um dos tapetes de pay-per-view em destaque sobre Invasion. Além destes, o vocalista do Limp Bizkit Fred Durst aparece no jogo como uma condição para permitir que "Rollin'" seja incluído como música tema de The Undertaker (é uma de suas duas únicas aparições no jogo, já que ele também aparece no WWF Raw para o Xbox). Este é o único jogo da WWF em que Jerry Lynn aparece, pois ele sairia da empresa dentro de cinco meses após seu lançamento.
Uma nova adição à jogabilidade é o sistema de reversão. É uma mecânica de contra-ataque que permite que quase todos os movimentos sejam contra-atacados, além de permitir que alguns contra-ataques (como socos) sejam contra-atacados.

### Modos de jogo
Em vez dos Modos de Temporada apresentados no jogo anterior SmackDown!, Just Bring It tem um modo de história. O jogador tem mais controle sobre as atividades de seu lutador no Just Bring It's Story Mode, como ter a capacidade de escolher qual título WWF seguir. Ao longo do Modo História, o jogador é capaz de obter desbloqueáveis, incluindo superestrelas adicionais.

## Liberação
O jogo acabou vendendo mais de 400.000 unidades na América do Norte, para o qual foi adicionado à coleção Sony Greatest Hits para o PlayStation 2 em 17 de outubro de 2002, e se tornou o segundo Greatest Hits da THQ, superado apenas pelo Red Faction. No entanto, quando o jogo foi relançado, foi renomeado para WWE SmackDown! Just Bring It por causa da batalha judicial recentemente perdida da World Wrestling Federation com o World Wildlife Fund, após a qual a World Wrestling Federation foi renomeada para World Wrestling Entertainment (WWE), embora a marca no jogo não tenha sido alterada.

## Recepção
O jogo recebeu "críticas geralmente favoráveis" de acordo com o agregador de críticas de videogames Metacritic. No entanto, os comentários do jogo no jogo foram criticados por serem desconexos e repetitivos, com pausas perceptíveis ao chamar nomes de lutadores ou movimentos. Gary Whitta da Next Generation disse: "Marcado por algumas falhas graves e uma falta de atmosfera chocante, Just Bring It ainda oferece algumas emoções rasslin'." No Japão, Famitsu deu uma pontuação de 29 em 40.
Ele recebeu um prêmio de vendas "Platinum" da Entertainment and Leisure Software Publishers Association (ELSPA), indicando vendas de pelo menos 300.000 cópias no Reino Unido.

## Roster
| Lutadores        | Divas         | Desbloqueáveis    |
| ---------------- | ------------- | ----------------- |
| Albert           | Ivory         | Fred Durst        |
| Big Show         | Lita          | Jerry Lynn        |
| Billy Gunn       | Molly Holly   | Mick Foley        |
| Bradshaw         | Trish Stratus | Rhyno             |
| Bubba Ray Dudley |               | Shane McMahon     |
| Chris Benoit     |               | Spike Dudley      |
| Christian        |               | Stephanie McMahon |
| Chris Jericho    |               | Tajiri            |
| Crash Holly      |               |                   |
| D-Von Dudley     |               |                   |
| Dean Malenko     |               |                   |
| Eddie Guerrero   |               |                   |
| Edge             |               |                   |
| Faarooq          |               |                   |
| Hardcore Holly   |               |                   |
| Kane             |               |                   |
| Kurt Angle       |               |                   |
| Matt Hardy       |               |                   |
| Perry Saturn     |               |                   |
| Raven            |               |                   |
| Rikishi          |               |                   |
| Steve Austin     |               |                   |
| Steve Blackman   |               |                   |
| Steven Richards  |               |                   |
| Tazz             |               |                   |
| Test             |               |                   |
| The Rock         |               |                   |
| Triple H         |               |                   |
| The Undertaker   |               |                   |
| Vince McMahon    |               |                   |
| William Regal    |               |                   |